# NGC 2736
NGC 2736 (Mgławica Ołówek) – mgławica będąca najjaśniejszą częścią pozostałości Supernowej Żagla. Znajduje się w gwiazdozbiorze Żagla w odległości ok. 815 lat świetlnych od Ziemi. Została odkryta przez Johna Herschela 1 marca 1835 roku.

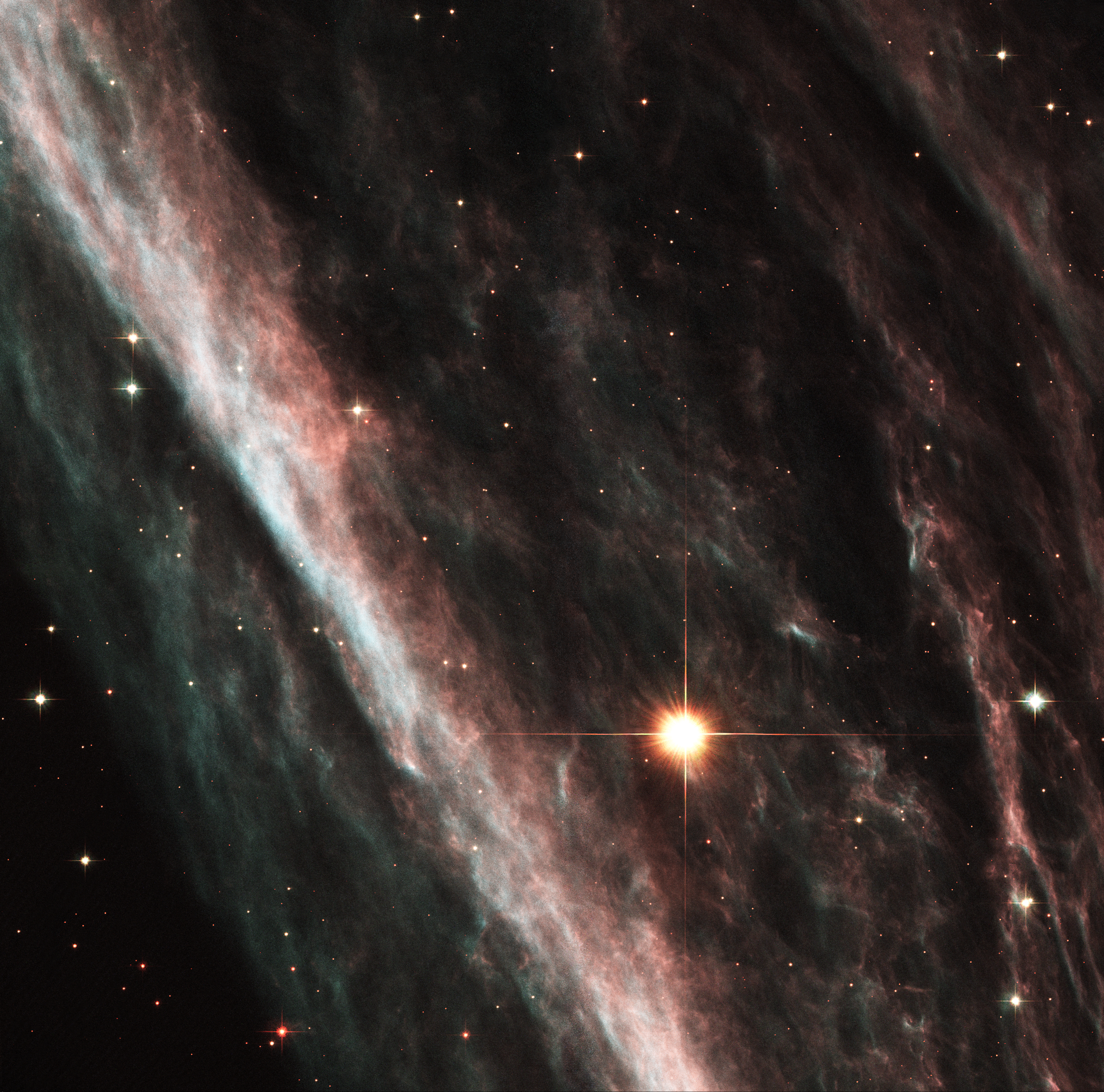
Zbliżenie mgławicy (HST)